# Jamie Foreman

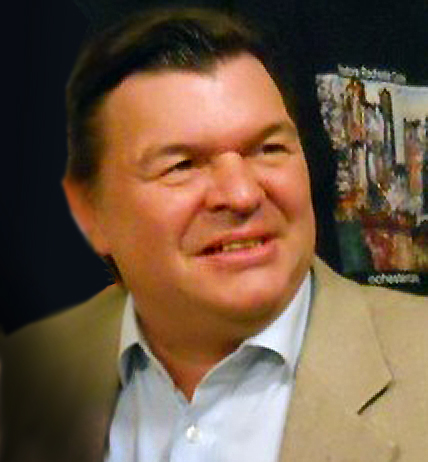
Jamie Foreman

Jamie Foreman (* 25. Mai 1958 in Bermondsey, London) ist ein britischer Schauspieler. 

## Laufbahn
Foremans Vater war Freddie Foreman, ein in Großbritannien berüchtigter Ganove und möglicher Mörder.
Jamie Foreman ist seit Mitte der 1980er Jahre, in denen er hauptsächlich als Fernsehdarsteller arbeitete und in einer Reihe von TV-Serien auftrat, schauspielerisch aktiv. 
Seine erste nennenswerte Filmrolle hatte Foreman 1997 in Gary Oldmans Nil by Mouth. In den folgenden Jahren agierte er in Filmen wie Elizabeth, Grasgeflüster und Gangster No. 1 als Nebendarsteller, ehe er 2004 in dem Gangsterfilm Layer Cake (an der Seite von Daniel Craig) eine der Hauptrollen übernehmen konnte. 2005 folgte die Rolle des Bill Sykes in Roman Polanskis Literaturverfilmung Oliver Twist (2005). 
Neben seiner Arbeit im Bereich Film und Fernsehen, ist Foreman außerdem gelegentlich als Theaterschauspieler tätig. Zu seinen Engagements auf der Bühne gehörten unter anderem die Rolle des Arthur in Mrs Henderson Presents (2016).
Foreman ist Vater eines Sohnes, der aus einer früheren Ehe stammt. Er ist zudem ein bekennender Anhänger des Fußballvereins Tottenham Hotspur F.C.

## Filmografie (Auswahl)
- 1985: Dempsey & Makepeace (Fernsehserie, 1 Folge)
- 1985–1997: The Bill (Fernsehserie, 5 Folgen)
- 1992: Inspektor Morse, Mordkommission Oxford (Inspector Morse, Fernsehserie, 1 Folge)
- 1995–2008: Casualty (Fernsehserie, 4 Folgen)
- 1997: Nil  by Mouth
- 1998: Elizabeth
- 1999: Sleepy Hollow
- 2000: Grasgeflüster (Saving Grace)
- 2000: Gangster No. 1
- 2004: Layer Cake
- 2004: The Football Factory
- 2005: Oliver Twist
- 2007: Botched
- 2007: Doctor Who (eine Folge)
- 2008: Tintenherz (Inkheart)
- 2010: Baseline
- 2011: Ironclad – Bis zum letzten Krieger (Ironclad)
- 2012: Footsoldiers of Berlin – Ihr Wort ist Gesetz (St George's Day)
- 2017: Rise of the Footsoldier III – Die Pat Tate Story

## Weblink
- Jamie Foreman bei IMDb

| Personendaten    | Personendaten           |
| ---------------- | ----------------------- |
| NAME             | Foreman, Jamie          |
| KURZBESCHREIBUNG | britischer Schauspieler |
| GEBURTSDATUM     | 25. Mai 1958            |
| GEBURTSORT       | Bermondsey (London)     |